# Donacochara deminuta
Donacochara deminuta är en spindelart som beskrevs av George Hazelwood Locket 1968. Donacochara deminuta ingår i släktet Donacochara och familjen täckvävarspindlar.
Artens utbredningsområde är Angola. Inga underarter finns listade i Catalogue of Life.